# Pribislav de Wagrie
Pour les articles homonymes, voir Pribislav Ier.
Pribislav de Wagrie (actif vers 1131– mort après 1156) fut un prince des Obodrites qui règne sur les Wagriens comme « sous roi » (latin: regulus) et réside à Liubice, il gouverne une moitié du pays des  Obodrites pendant que l'autre est dirigée par Niklot de Schwerin.

## Biographie
Pribislav est réputé être le « neveu du prince  » Henri († 1127) et donc peut-être le fils de Budivoj. Après le meurtre de Knud Lavard en 1131, le royaume des Obodrites est divisé entre Pribislav et Niklot, le second reçoit l'est de la  Wagrie et le pays de « Polabie » le futur Mecklembourg jusqu'à la Peene ; Pribislav de son côté obtient le titre de regulus, ou de sous-roi et réside au Liubice ou le vieux Lübeck. Comme partisan du paganisme slave, Pribislav est décrit par Lothaire de Supplinbourg, dont il dépend comme un ennemi du christianisme et un idolâtre.
Après la mort de Lothaire en 1137, sa succession dans le duché de Saxe est disputée entre le gendre de Lothaire, Henri le Fier, et le margrave Albert l'Ours. Pribislav met à profit ce conflit pour se rebeller contre l'autorité du Saint-Empire  pour détruire le nouveau château de Segeberg et envahir le Holstein à l'été 1138. Les Saxons du Holstein et du Stormarn sous le commandement de Henri de Badewide effectuent une contre-attaque massive l'hiver suivant. Une autre campagne des Holsteinois lors de l'été 1139 dévaste le domaine des Slaves de Wagrie et place leur territoire sous le contrôle germanique en 1143. C'est à cette époque que Vicelin l'évêque d'Oldenbourg entreprend de le convertir
Les Slaves qui demeurent sous la souveraineté de Pribislav sont réduits à vivre dans la partie nord-est de la Wagrie.
Leur prince se plaint lorsque l'évêque de Stargard se rend à Lübeck de la lourdeur des impôts et de l'oppression des seigneurs saxons qui est essentiellement dirigée contre les Wagriens de la mer Baltique. Les Slaves gardent leurs vieilles pratiques religieuses dans le sanctuaire de leur dieu Porewit, près d'Oldenburg. Le mardi Pribislav tient sa cour avec les prêtres païens et les représentants des populations slaves. Le comte Adolphe II de Holstein finalement gagne le prince par des présents et Pribislav se convertit à la religion chrétienne en 1156.

## Source
- (de) Helmold von Bosau : Chronica Slavorum, Band 1, Kapitel 52f, 55, 83f; hrsg. von B. Schmeidler (Monumenta Germaniae Historica SRG 32, 1937).